# (9351) Neumayer
(9351) Neumayer  es un asteroide perteneciente al cinturón de asteroides, descubierto el 2 de octubre de 1991 por Lutz Dieter Schmadel y Freimut Börngen desde el Observatorio Karl Schwarzschild, en Alemania.

## Designación y nombre
Neumayer se designó inicialmente como 1991 TH6.
Más adelante fue nombrado en honor al geofísico y explorador alemán Georg Balthasar von Neumayer (1826-1909).

## Características orbitales
Neumayer orbita a una distancia media del Sol de 2,3577 ua, pudiendo acercarse hasta 2,0211 ua y alejarse hasta 2,6943 ua. Tiene una excentricidad de 0,1427 y una inclinación orbital de 2,8186° grados. Emplea en completar una órbita alrededor del Sol 1322 días.

## Características físicas
Su magnitud absoluta es 15,2.